# Визард, Тед
Э́двард Ви́зард (англ. Edward  Vizard; 7 июня 1889 — 25 декабря 1973), более известный как Тед Визард (англ. Ted Vizard) — валлийский футболист и футбольный тренер. На протяжении всей своей игровой карьеры выступал за клуб «Болтон Уондерерс». Также тренировал клубы «Суиндон Таун», «Куинз Парк Рейнджерс» и «Вулверхэмптон Уондерерс».

## Карьера игрока
Тед Визард родился в Когане, Вейл-оф-Гламорган, Уэльс. В сентябре 1910 года перешёл в «Болтон Уондерерс», а в 1911 году сыграл за клуб первый официальный матч. На протяжении последующих 18 сезонов он был основным левым крайним нападающим «Болтона». Всего он провёл за «рысаков» 512 матчей и забил 70 голов.
Выступая за «Болтон», Визард сыграл в трёх финалах Кубка Англии: в 1923, 1926 и 1929 годах, одержав победу во всех трёх. В 1931 году он завершил карьеру игрока в возрасте 41 года, став самым возрастным игроком в истории клуба (рекорд был побит в 1995 году Питером Шилтоном).
В 2002 году был включён число первых 11 игроков в Зал славы футболистов «Болтон Уондерерс».
На международном уровне Визард провёл 22 матча за сборную Уэльса.

## Тренерская карьера
В апреле 1933 года Визард стал главным тренером клуба «Суиндон Таун», в котором проработал до 1939 года.
В 1939 году он возглавил лондонский клуб «Куинз Парк Рейнджерс». Из-за начала Второй мировой войны клуб проводил лишь товарищеские матчи в военных кубках.
В 1944 году Визард стал главным тренером «Вулверхэмптон Уондерерс». В сезоне 1946/47 под его руководством «волки» заняли 3-е место в Первом дивизионе. В июне 1948 года он покинул клуб.
Впоследствии он тренировал клуб «Крэдли Хит», после чего управлял пабом в Вулвергемптоне.